# Nothobius inermis
Nothobius inermis är en mångfotingart som först beskrevs av Charles Thorold Wood 1867.  Nothobius inermis ingår i släktet Nothobius och familjen trädgårdsjordkrypare. Inga underarter finns listade i Catalogue of Life.